# Université de technologie Kim Chaek
L'université de technologie Kim Chaek est une université située en Corée du Nord, sur les rives du Taedong à Pyongyang. Elle est nommée d'après le général Kim Chaek. Les formations de l'université, tournées vers les réacteurs nucléaires, l'électronique nucléaire, le combustible nucléaire et l'ingénierie nucléaire, sont destinées à des chercheurs et à du personnel technique. Les diplômés seraient affectés au Centre de recherche nucléaire de Yŏngbyŏn ou à des installations nucléaires à Packch'ŏn-kun.

## Histoire
L'université de technologie de Kim Chaek faisait partie de l'université Kim Il-sung avant d'être fondée en 1948. En 1951, pendant la guerre de Corée, le nom de l'université a été changé pour « institut de technologie Kim Chaek ». Le 1er octobre 1953 une partie du Département de génie civil de l'université est transféré à une nouvelle structure : l'Université d'architecture de Pyongyang,,,. En 1988, l'institut a été promu au rang d'université. Entre 1981 et 1993, un programme de construction à grande échelle a doublé la superficie du campus pour atteindre les 400 000 m2 actuels.

## Formations
L'université compte 18 départements et environ 80 programmes, environ 10 000 étudiants et 2 000 employés. Il y a 10 instituts de recherche et une école d'études supérieures. Il y a 54 laboratoires et une bibliothèque avec environ 600 000 volumes. Le campus a une superficie totale de 400 000 m2.
Le Département des sciences et de l'éducation du Comité central du Parti des travailleurs coréens exerce un contrôle général, mais le Département de l'enseignement supérieur du ministère de l'Éducation gère les affaires administratives. Au 6 janvier 2007, Ri Won Chil est le vice-président. En 2012, quelques étudiants ont travaillé avec Nosotek et Koryo Tours pour créer Pyongyang Racer, un jeu vidéo de course qui promeut le tourisme en Corée du Nord.

## En savoir plus